# Plectorhinchus vittatus
Plectorhinchus vittatus és una espècie de peix de la família dels hemúlids i de l'ordre dels perciformes.

## Morfologia
Els mascles poden assolir els 72 cm de longitud total.

## Distribució geogràfica
Es troba des de l'Àfrica oriental fins a Papua Nova Guinea i Nova Caledònia.